# کوئینالت (واشینگتن)
کوئینالت (به انگلیسی: Quinault) یک منطقهٔ مسکونی در ایالات متحده آمریکا است که در شهرستان گریز هاربر، واشینگتن واقع شده‌است. کوئینالت ۱۹۱ نفر جمعیت دارد.